# Грађевина животописа
Грађевина животописа: приче о писцима je књига о писцима коју је написао новинар, књижевник и издавач Мило Глигоријевић (1942-2017), објављена 2008. године у издању издавачке куће "Службени гласник" из Београда.

## О аутору
Милован Мило Глигоријевић (1942-2017) је био новинар, књижевник и издавач.  Дипломирао је на групи за југословенску и светску књижевност Филолошког факултета у Београду. Од 1977. године био је новинар "НИН"-а, а 1999. године напушта новинарство и почиње да се бави издаваштвом.Објавио је тринаест прозних књига, написао више предговора и мпоговора у делима других аутора. Био је члан Српског ПЕН центра.

## О књизи
У књизи се налазе приче које су писци рекли о себи, о другим писцима, и оно што су рекли аутору књиге.
Описани су Иво Андрић, Црњански, Киш, Ковач, Буле, Михиз, Бећковић, Драгослав Михаиловић, Ћосић, Пекић, Данојлић, Бранко Ћопић, Десанка Максимовић, Жика Павловић и други. Кроз исповести, анегдоте, приче и коментаре, израњају верне слике карактера и гестова писаца актера ове књиге. Многе приче и догађаји у времену дешавања нису могле бити обеладоњене, али у књизи Грађевина животописа уз ауторов мајсторски осећај за приказ грађе – као пикантерија израњају. Ти нови моменти бивају покретачи за нова, другачија, па и продубљења тумачења наше књижевне прошлости последњих деценија 20. века. А прошлост је, са поменутим ликовима, била испуњена полемикама, моралним успонима и падовима. То потврђује и мото књиге Андре Жида који се налази на самом почетку:
| „ | Веруј онима који трагају за истином. Сумњај у оне који је нађу. | ” |

Аутор истиче значај трагања и значењу трагања, на откривању нових истина.Књига позива на нова тумачења и нова преиспитивања наше књижевне прошлости.

## Поглавља у књизи
Књига Грађевина животописа садржи следеће портрете и аутопортрете:
- Ходајући споменик - о Иви Андрићу
- Биографија као списак невоља - о Милошу Црњанском
- Афера и протагонисти - о Данилу Кишу
- Љубитељ добре изведбе - о Мирку Ковачу
- Мајстор ироније и публицитета - о Милораду Булатовићу
- Савршена поза - о Милораду Павићу
- Тркач на половини стазе - о Александру Поповићу
- Издаја и хајка - о Михаилу Лалићу
- Тријумф упорности - о Живојину Павловићу
- Покрет у коме нема отпадака -
- Дуготрајно самоубиство - о Бранку Ћопићу
- Отац нације - о Добрици Ћосићу
- Верник поезије - о Стевану Раичковићу
- Довитљиви ум - о Душану Радовићу
- Две самоодбране - о Антонију Исаковичћу и Миловану Данојлићу
- Сати добре сатире
- Сликар вечног ћерања - о Матији Бећковићу
- Домишљач, мудријаш, размишљач - о Бориславу Пекићу
- Рођени причалац (1) - о Бориславу Михаиловићу Михизу
- Рођени причалац (1) - о Бориславу Михаиловићу Михизу
- Гађење над политиком - о Драгославу Михајловићу
- Изазивање природних сила - о Десанки Максимовић
- Разумевање трагедије - о Љубомиру Симовићу
- Смех и очај - о Душану Ковачевићу
- Post factum - о Слободану Селенићу и Милисаву Савићу